# Ted Dunbar
Ted Dunbar (* 17. Januar 1937 in Port Arthur (Texas); † 29. Mai 1998 in New Brunswick (New Jersey)) war ein US-amerikanischer Jazz-Gitarrist und Komponist, sowie Musikpädagoge.

## Leben und Wirken
Ted Dunbar war ausgebildeter Pharmazeut, arbeitete jedoch seit den 1970er Jahren nur noch Teilzeit in seinem ursprünglichen Beruf. Bereits in jungen Jahren hatte er sich für Jazz interessiert und in den 1950er Jahren in verschiedenen Bands Gitarre und Trompete gespielt, als er Pharmaziestudent an der Texas Southern University war. 1963 studierte er George Russells lydisch-chromatisches Konzept zusammen mit David Baker in Indianapolis und arbeitete dann mit Baker, Red Garland und Billy Harper. Beeinflusst von Wes Montgomery und dem modalen Jazz zog er 1966 nach New York City und setzte dort seine musikalischen Experimente fort, spielte in Theater-Orchestern, arbeitete als Lehrer sowie in Bands von Jimmy Heath und McCoy Tyner. Von 1970 bis 1973 spielte er auch mit dem Gil Evans Orchestra (Svengali), 1971/72 mit Tony Williams’ Lifetime, später mit Sam Rivers, Richard Davis und Michal Urbaniak. 
1972/1973 war er Assistant Professor für Jazzstudien am zur Rutgers University gehörenden Livingston College; später war er u. a. Lehrer von Kevin Eubanks. 1978 war er an den letzten Aufnahmen des Charles Mingus Orchesters beteiligt („Me, Myself and Eye“). Auf dem Montreux Jazz Festival trat er mit den Xanadu All Stars auf. Neben seinen Arbeiten im Bereich des Fusion- und Modern Creative Jazz, zuletzt mit Randy Weston und Hamiet Bluiett (1994), wirkte er stilistisch auch im Bereich eines blues-orientierten Jazz und war an Plattenaufnahmen von Jay Jay Johnson, David Fathead Newman, Gene Ammons, Frank Wess, Frank Foster, Susannah McCorkle oder Joe Williams beteiligt. Er verfasste Lehrbücher über Jazzharmonik und Gitarrentechnik.
Er starb 1998 an einem Schlaganfall.

## Diskographie
Alben unter eigenem Namen
- Opening Remarks (1978, Xanadu Records)
- Jazz Guitarist (1982, Xanadu Records)
- Gentle Time Alone (1992, SteepleChase Records) mit Mickey Tucker, Ray Drummond, David Jones

Alben als Sideman
- Richard Davis: Forest Flowers (32 Jazz, 1975)
- Gil Evans: Svengali (Atlantic Records/ACT, 1976)
- Jay Jay Johnson: Vivian (Concord, 1992)
- Frank Wess: Dear Mr. Basie (Concord, 1989)
- Tony Williams Lifetime: Ego (Verve, 1971)